# Matt Harman
Matthew Harman, más conocido como Matt Harman, es un ingeniero británico de Fórmula 1.

## Carrera
Matt comenzó su carrera en ingeniería en Ricardo, una empresa automotriz especializada en diversos sectores del mercado. Luego pasó a Mercedes AMG High Performance Powertrains como líder del equipo de ingeniería, permaneciendo en ese puesto durante 11 años, antes de convertirse en jefe de integración de unidades de potencia y diseño de transmisión para el equipo Mercedes de Fórmula 1 entre 2011 y 2018.
En septiembre de 2018, Harman se incorporó al equipo Renault como subdirector de proyectos. En mayo de 2019, se convirtió en director de ingeniería del equipo francés. Permaneció en el equipo después de que éste se transformara en Alpine F1 Team. Tras la salida del director ejecutivo Marcin Budkowski, Harman fue ascendido al cargo de director técnico en febrero de 2022. Dejó el equipo en marzo de 2024.